# 4. domobranski ulanski polk (Avstro-Ogrska)
Za druge 4. polke glejte 4. polk.
4. domobranski ulanski polk (izvirno nemško k.k. Landwehr Ulanen Regiment Nr. 4; dobesedno slovensko: Cesarski kraljevski domobranski ulanski polk št. 4) je bil konjeniški polk avstro-ogrskega Domobranstva.

## Zgodovina

### Prva svetovna vojna
Njegova narodnostna sestava leta 1914 je bila sledeča: 85% Poljakov in 15% drugih.
Naborni okraj polka je bil v Krakovu, pri čemer so bile polkovne enote garnizirane v Olmützuu.

## Poveljniki polka
- 1898: Franz von Flanderka[1]
- 1914: Josef Weidenhoffer[2]